# Ferdinand Bruckner
Ferdinand Bruckner, seudónimo de Theodor Tagger (Sofía, Bulgaria, 26 de agosto de 1891 - Berlín, 5 de diciembre de 1958) fue un escritor y director de teatro austríaco.
Hijo de un empresario austríaco y una traductora francesa, después de la separación de sus padres pasó algún tiempo en Viena, París y Berlín, donde comenzó a estudiar música. Sin embargo, impresionado por el expresionismo literario, en 1916 se apartó de la música y se dedicó a la poesía. En los años siguientes publicó varias colecciones de poesía y, en 1917, fundó la revista literaria Marsyas, con textos de autores como Alfred Döblin y Hermann Hesse. En 1922 fundó en Berlín el Renaissance Theater, cuya dirección otorgó a Gustav Hartung.
En 1929 y 1930 publicó sus obras Krankheit der Jugend (Enfermedad de juventud) y Elisabeth von England (Isabel de Inglaterra), con el seudónimo de Ferdinand Bruckner. Tras el éxito de estas obras, reveló su autoría, aunque también cambió su nombre propio en 1946. 
En 1933 emigró a París y trabajó en la obra antifascista Die Rassen. 
En 1936 se trasladó a los Estados Unidos, donde obtuvo poco éxito. Veinte años después de su huida de Alemania, en 1953, regresó a Berlín, donde trabajó como asesor del Teatro Schiller. 

## Obras
- Der Herr in den Nebeln, 1917
- Krankheit der Jugend, 1929
- Die Verbrecher, 1929
- Elisabeth von England, 1930
- Die Rassen, 1933
- Simon Bolivar, 1945
- Pyrrhus und Andromache, 1951
- Las razas , 1933